# Clasificación asiática para la Copa Mundial de Rugby de 2027
La clasificación asiática para la Copa Mundial de Rugby es una serie de partidos internacionales disputados por las selecciones nacionales masculinas pertenecientes a la confederación asiática.
La región asiática cuenta con un cupo directo a la Copa Mundial de Rugby de 2027, un cupo al playoff Africa-Asia que otorgara una plaza al repechaje mundial.

## Formato
El Asia Rugby Championship, gobernado por Asia Rugby, es el torneo de clasificación regional para la Copa Mundial de Rugby 2027, con las dos primeras divisiones de la región actuando como proceso. En un sistema por fases de tres rondas; La Ronda 1 será la competencia de la División 1 de Asia Rugby Men's, en la que tres partidos eliminatorios consecutivos decidirán el ganador de la competencia y le otorgarán un lugar en la ronda final del proceso de clasificación asiático.
La segunda ronda será el Campeonato Asiático de Rugby 2024, que actuará como ronda de clasificación para la competición de 2025, y los tres mejores equipos se unirán al ganador de la Ronda 1 en la ronda final del proceso de clasificación asiático. El último equipo quedará eliminado de la lucha por la clasificación.
La ronda final será el Campeonato Asiático de Rugby 2025, en el que el ganador se clasificará para la Copa del Mundo y el subcampeón avanzará a un partido de repesca contra África 2 para decidir quién avanza al Torneo de Clasificación Final.

## Fase 1
| Pos | Selección  |
| --- | ---------- |
| 1   | Sri Lanka  |
| 2   | Kazajistán |
| 3   | Catar      |
| 4   | India      |

## Fase 2
| Pos | Selección              |
| --- | ---------------------- |
| 1   | Hong Kong              |
| 2   | Emiratos Árabes Unidos |
| 3   | Corea del Sur          |
| 4   | Malasia                |

## Fase 3
| 19 de abril de 2025 | Sri Lanka | 59 – 19 | Malasia | Colombo Racecourse, Colombo |  |

## Fase 4
|  | Campeón y clasifica a la RWC 2027.    |
|  | Clasifica al playoff África 2-Asia 2. |

| Pos. | Equipo                 | Encuentros | Encuentros | Encuentros | Encuentros | Tantos  | Tantos    | Tantos     | Puntos bonus | Puntos totales |
| Pos. | Equipo                 | jugados    | ganados    | empatados  | perdidos   | a favor | en contra | diferencia | Puntos bonus | Puntos totales |
| ---- | ---------------------- | ---------- | ---------- | ---------- | ---------- | ------- | --------- | ---------- | ------------ | -------------- |
| 1    | Hong Kong              | 3          | 3          | 0          | 0          | 191     | 39        | +152       | 3            | 15             |
| 2    | Emiratos Árabes Unidos | 3          | 2          | 0          | 1          | 77      | 79        | -2         | 2            | 10             |
| 3    | Corea del Sur          | 3          | 1          | 0          | 2          | 96      | 142       | -46        | 3            | 7              |
| 4    | Sri Lanka              | 3          | 0          | 0          | 3          | 41      | 145       | -104       | 2            | 2              |

### Clasificados
| Bandera de Hong Kong      |
| Asia 1 Hong Kong          |
| Clasificado a la RWC 2027 |

| Bandera de Emiratos Árabes Unidos    |
| Asia 2 Emiratos Árabes Unidos        |
| Clasificado al repechaje África-Asia |